# Olivětín
Olivětín (niem. Oelberg, Ölberg) – obecnie część Broumova, na skraju której płynie Ścinawka. 

## Zabytki
- zabytkowy browar, produkujący piwo Opat[1].

inne:
- na budynku nr 64 znajduje się herb opactwa w Broumovie[2].